# Foniatri
Foniatri är en medicinsk specialitet som inriktar sig på röst-, tal- och sväljstörningar. En läkare med foniatri som specialitet kallas foniater. Foniatrerna samarbetar ofta med logopeder.
Foniatri är jämte audiologi egna ÖNH-grenspecialiteter: Röst- och talrubbningar och Hörsel- och balansrubbningar. I många länder är dessa båda en egen specialitet under benämningen kommunikationsstörningar (communication disorders). Utanför universitetssjukhusregionerna svarar öron-, näs- och halsspecialiteten (ÖNH) för de audiologiska och foniatriska verksamheterna.